# Eelco van Heel
Eelco van Heel (født 16. september 1955) er en hollandsk erhvervsleder og topchef i Rockwool International A/S, der er verdens ledende producent af stenuld. 

Siden han blev topchef i 2004 har virksomheden næsten kun oplevet stigende vækst. Eelco van Heel har tidligere været CEO i Grodania A/S. Han har siden 1993 været ansat i Rockwool International A/S i 3 forskellige stillinger: Division manager (1993-2001), COO (2001-2004) og CEO.